# جو ثورستون
جو ثورستون (بالإنجليزية: Joe Thurston) هو لاعب كرة قاعدة أمريكي، ولد في 29 سبتمبر 1979 في فيرفيلد في الولايات المتحدة.

## وصلات خارجية
- جو ثورستون على موقع دوري كرة القاعدة الرئيسي (الإنجليزية)
- جو ثورستون على موقعبيزبول رفرنس.كوم (الدوري الرئيسي) (الإنجليزية)
- جو ثورستون على موقعبيزبول رفرنس.كوم (الدوري الثانوي) (الإنجليزية)
- جو ثورستون على موقع إي إس بي إن.كوم (أم.أل.بي) (الإنجليزية)
- جو ثورستون على موقع مشجعي الرسوم البيانية (الإنجليزية)